# Мур, Лорри
Лорри Мур (англ. Lorrie Moore, урождённая Мари Лорена Мур, Marie Lorena Moore; род. 13 января 1957, Гленс-Фолс, Нью-Йорк) — американская писательница, мастер короткой формы, преподаватель художественного письма и английского языка, эссеист, критик.

## Биография
Мэри Лорена Мур родилась в городе Glens Falls, New York, США, по собственным словам — в крайне консервативной семье. После обучения в St. Lawrence University, Мур переехала на Манхэттен и два года работала паралегалом. Уже в девятнадцать лет она выиграла первую литературную награду — премию за лучший фантастический рассказ журнала Seventeen. В 1980 году она поступила на магистерский курс в Корнелле, где училась у пулитцеровского лауреата Элисон Лури. По совету одного из преподавателей, она обратилась к литературному агенту Мелани Джексон. Вместе с Джексон они опубликовали сборник рассказов Мур «Самопомощь» в издательстве Alfred A. Knopf в 1983 году.
В 1984 году Мур начала преподавать творческое письмо в Висконсинском университете в Мадисоне. В 1984-м она перешла в Вандербильтский университет, где стала профессором английского языка. За свою преподавательскую карьеру была приглашённым профессором в Колледже Баруха, Принстоне, Нью-Йоркском и Мичиганском университетах.

## Писательская карьера
Первый опубликованный в The New Yorker рассказ Мур «Ты тоже уродлив» был включён в сборник Лучших Американских Рассказов XX века Джона Апдайка и получил восторженные отзывы критиков. Также опубликованный в The New Yorker «People Like That Are the Only People Here» вошёл в сборник лучших рассказов 1998 года The Best American Short Stories 1998 и принёс ей победу на премии О. Генри. Первая повесть писательницы под названием «Anagrams» была встречена холоднее, вероятно, из-за нетрадиционного формата. В 1987 году Мур выпустила детскую книгу The Forgotten Helper. После выхода сборника Like Life (1990) о ней заговорили как о состоявшемся мастере короткой прозы. В 1994 году также в издательстве Кнопф вышел роман Мур «Кто будет управлять лягушачьей больницей?». В пантеон лучших американских писателей она вошла после публикации сборника рассказов «Птицы Америки». Несколько недель подряд книга возглавляла список бестселлеров NYT, что редко случается с малой прозой, и принесла Мур главный приз Международной литературной премии The Irish Times. В 2004 году Мур получила награду Rea Award for the Short Story за выдающиеся достижения в жанре малой прозы.
В 2009 году Мур выпустила повесть «Ворота на лестнице», с которой вошла в финал премии премии ПЕН/Фолкнер и выиграла Женскую премию за художественную литературу.
В 2014 году выпустила сборник рассказов Bark (short story collection), с которым стала финалисткой The Story Prize и вошла в шорт-лист Frank O'Connor International Short Story Award.
Сборник эссе Мур, написанных для нью-йоркского журнала The New York Review of Books, вышел в 2021 году под заголовком See What Can Be Done.
В 2023 году Мур получила престижную премию Национального круга книжных критиков за повесть I Am Homeless if This Is Not My Home. 
Критики сравнивают её с Хемингуэем и Элис Манро, отмечая виртуозную работу со словом, тонкий юмор и умение даже через трагедию дать читателю надежду и веру в лучшее.